# Corydalis taipaishanica
Corydalis taipaishanica là một loài thực vật có hoa trong họ Anh túc. Loài này được X.Zhuang mô tả khoa học đầu tiên năm 1991.